# Honda City
La Honda City è una serie di autovetture prodotta dalla casa automobilistica giapponese Honda a partire dal 1981. 
Le prime due generazioni identificavano una utilitaria compatta prodotta in Giappone che è stata esportata anche in Europa e in alcuni paesi asiatici ed in Australia. Nel 1996 la City venne sostituita dalla Honda Logo. 
Dalla terza generazione (introdotta nel 1996) la denominazione City identifica una berlina tre volumi di classe medio-compatta prodotta per i mercati emergenti che non condivide più nulla con le precedenti due utilitarie degli anni 80. 

## Il modello utilitaria

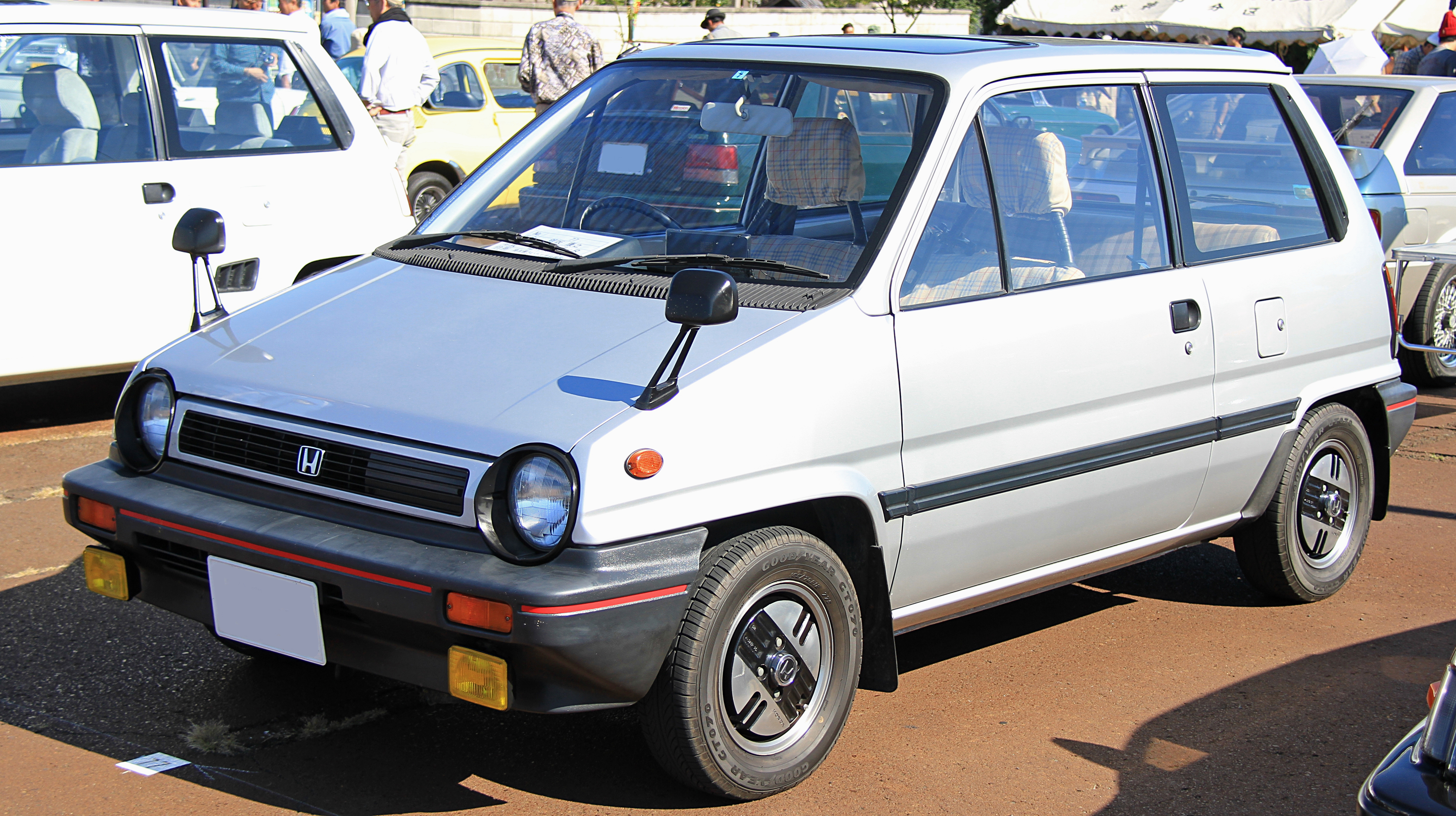
Honda City prima serie

### Prima generazione
La prima serie di Honda City era una utilitaria di segmento A lunga circa 3,40 metri che venne introdotta nel 1981 e ottenne un enorme successo nel mercato domestico; era caratterizzata dalla presenza nel vano bagagli di uno scooter 50 (l’Honda Motocompo) ripiegabile. Venne proposta anche in versioni sportive sovralimentate con compressore (City Turbo e Turbo II) progettate dalla Mugen e in una versione con carrozzeria Cabriolet progettata dalla Pininfarina. Venne esportata in Europa con il nome Honda Jazz.

### Seconda generazione
La seconda generazione venne presentata nel 1986 e si differenzia notevolmente dalla prima City, leggermente più lunga ma molto più bassa venne venduta solo in Giappone e pochi mercati asiatici ma non venne proposta più nelle versioni sportive e ciò andò ad influenzare molto le vendite e l’immagine del modello che non riscosse grande successo e venne sostituito dalla Honda Logo nel 1996.

## Il modello berlina tre volumi

### Terza generazione
Dal 1996 Honda riutilizza la denominazione City per una berlina low cost esordita in Thailandia nello stesso anno e derivata dalla Civic (EF). Questo modello diventerà estremamente importante per la casa giapponese nei paesi emergenti grazie alle dimensioni che la posizionano nel segmento C e al prezzo di listino concorrenziale infatti sarà successivamente prodotta in tutto il sud-est asiatico, in India e sarà commercializzata anche in Sud America. Verrà prodotta fino al 2002.

### Quarta generazione

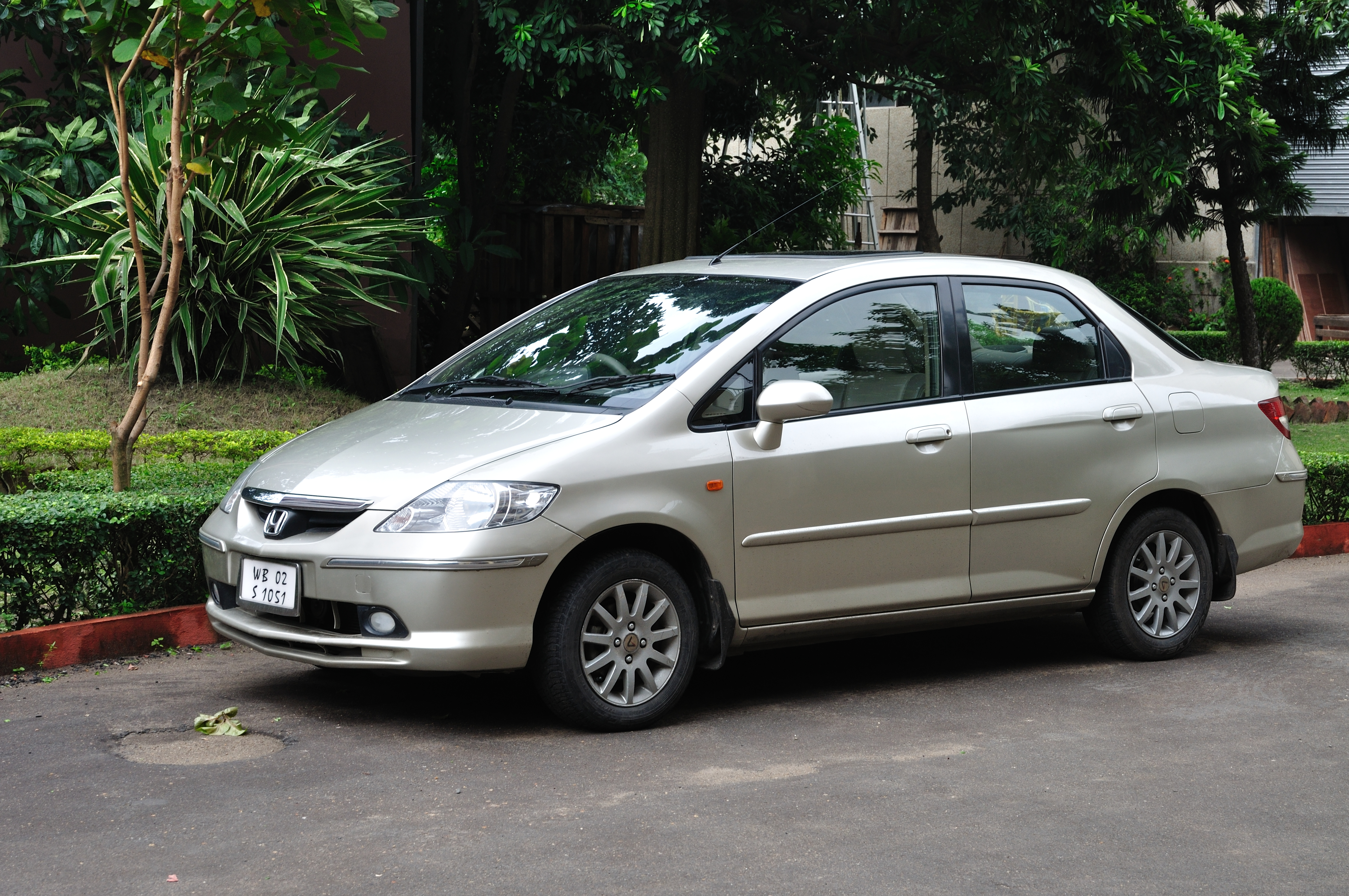
Honda City quarta serie

La quarta serie debutta in Thailandia nel fine 2002; questa versione in sostanza è una variante tre volumi della Honda Jazz, dalla quale ne eredita il telaio, l’abitacolo molto spazioso e alto e le motorizzazioni. Stilisticamente la vettura appare sproporzionata a causa del modello di origine ma raccolse buoni consensi nell’area ASEAN per via del prezzo contenuto. In molti paesi asiatici è stata venduta come Honda Fit Sedan (dove il nome Fit identifica appunto la Jazz venduta in Asia) mentre in Giappone è stata venduta come Honda Fit Aria. A differenza della vecchia City derivata dal telaio EF della Civic, questa serie aveva una meccanica estremamente semplice, con una sospensione anteriore MacPherson e un posteriore a ruote interconnesse con ponte torcente. 
Venne prodotta fino al 2008, mentre solo in Cina la produzione continuò fino al 2014 dove venne venduta dal marchio Everus per mezzo della joint venture Guangqi Honda (tra la Honda e la GAC Motor). 

### Quinta generazione
La quinta serie nasce nel 2008 ed è un modello indipendente, utilizza il nuovo telaio di base modulare Honda Global Small Platform utilizzato da tutte le vetture di segmento B prodotte dalla casa giapponese. Verrà prodotto oltre che in numerosi paesi dell’area ASEAN anche in Sud America ed in Africa.